# Bridon Ropes F.C.
Bridon Ropes FC là một câu lạc bộ bóng đá có trụ sở tại Charlton, Khu Greenwich của Luân Đôn, Anh. Đội bóng hiện thi đấu tại Southern Counties East League Division One và có sân nhà ở Meridian Sports & Social Club.

## Danh hiệu
- Spartan League
  - Nhà vô địch Division Two mùa giải 1991–92[1]
- Kent County League
  - Nhà vô địch Division One West mùa giải 2009–10
- London Intermediate League
  - Nhà vô địch League Cup các mùa giải 1999–2000, 2000–01[2]
- London Senior Trophy
  - Nhà vô địch mùa giải 2013–14[3]
- Kent Junior Cup
  - Nhà vô địch mùa giải 1992–93[2]

## Thành tích
- Thành tích tốt nhất tại FA Cup: Vòng sơ loại mùa giải 2016–17[4]
- Thành tích tốt nhất tại FA Vase: Vòng một các mùa giải 2015–16, 2016–17[4]